# Dimo Kostov
Dimo Kostov est un lutteur bulgare spécialiste de la lutte libre né le 17 mars 1947.

## Biographie
Lors des Jeux olympiques d'été de 1976, il remporte la médaille de bronze en combattant dans la catégorie des -100 kg.